# Bougainvillia muscus
A Bougainvillia muscus a hidraállatok (Hydrozoa) osztályának Anthoathecata rendjébe, ezen belül a Bougainvilliidae családjába tartozó faj.

## Előfordulása
A Bougainvillia muscus eredeti előfordulási területe a Földközi-tenger; azonban az emberi tevékenységek miatt a Föld több részére is betelepült, például: az Atlanti-óceán északi felének mindkét partjára, a Brit-szigetek közé, a Watt-tengerbe, a Fekete-tenger bulgáriai partjai mentére, valamint az ausztrál és új-zélandi vizekbe.

## Életmódja
Ez az élőlény kizárólag a szubtrópusi sós vizekben található meg. Szilárd tárgyakhoz rögzített, meszes vázban él. Kolóniákat alkot. A vízben sodródó apró, szerves részecskékkel táplálkozik.

## Képek

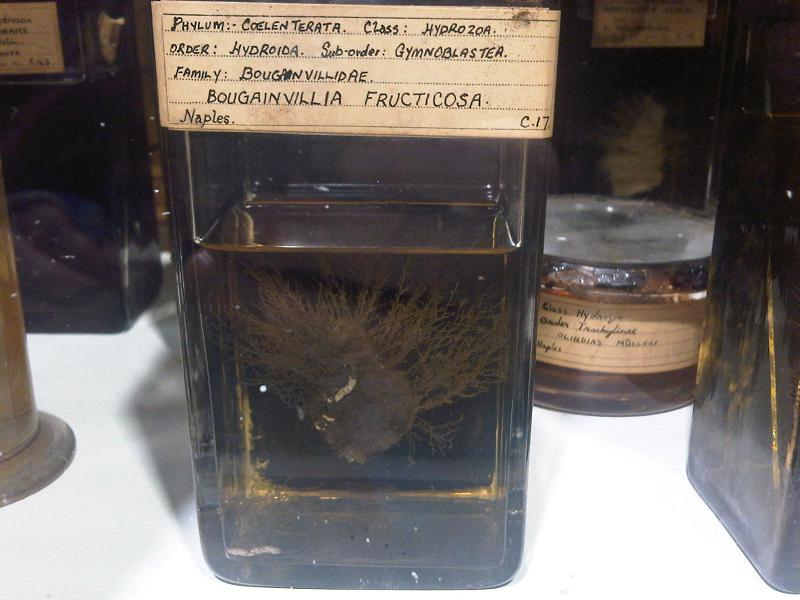
Múzeumi példány
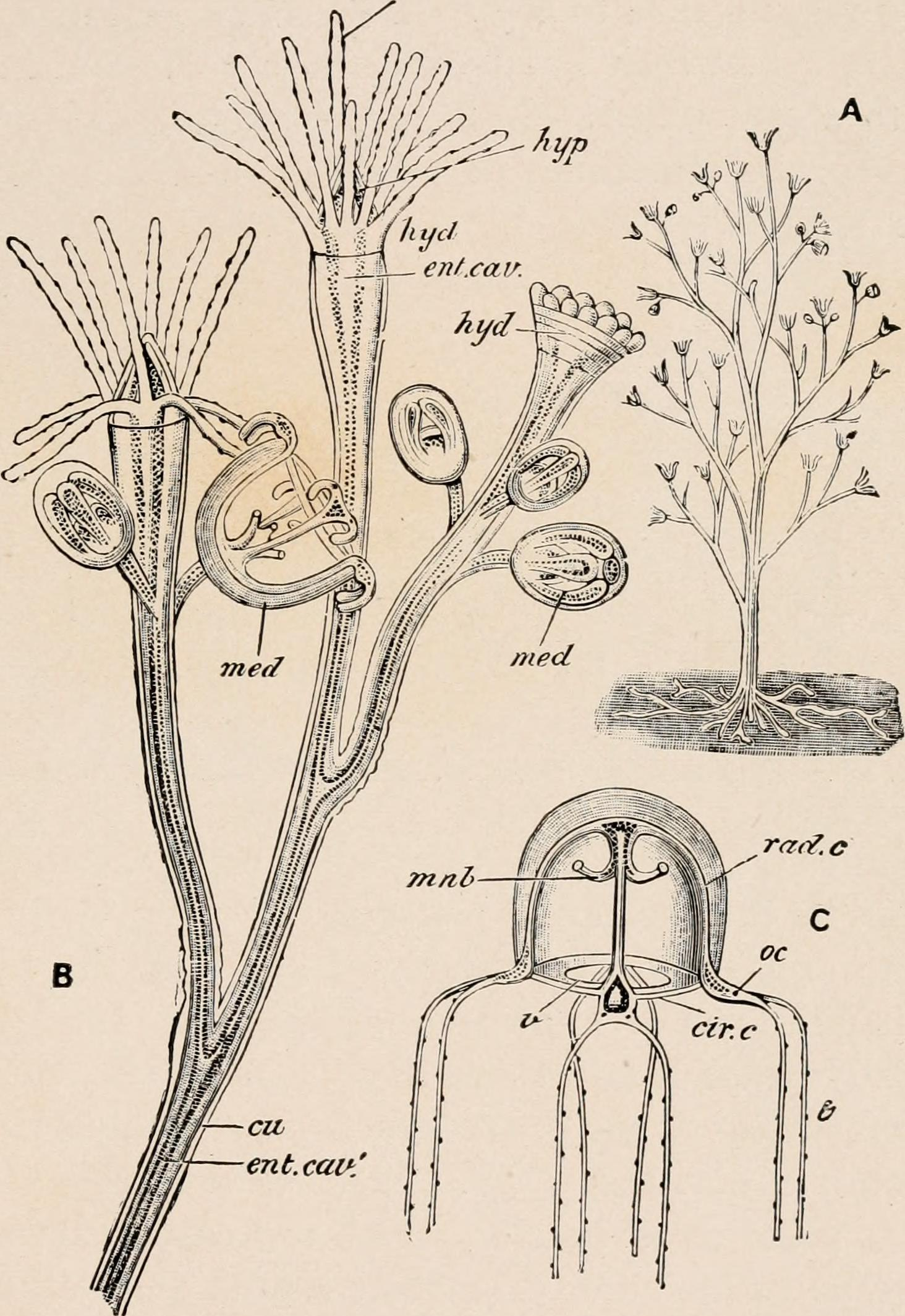
Rajz az állatról